# ۱۳۸۷ (خورشیدی)
سال ۱۳۸۷ خورشیدی، هزار و سیصد و هشتاد و هفتمین سالِ گاه‌شماری هجری خورشیدی است.
سرآغاز آن پنجشنبه ۱ فروردین ۱۳۸۷ (برابر با ۲۰ مارس ۲۰۰۸ میلادی و ۱۲ ربیع‌الاول ۱۴۲۹ قمری قراردادی) و لحظهٔ تحویل آن، ساعت ۰۹:۱۸:۱۹ روز پنجشنبه ۱ فروردین ۱۳۸۷ خورشیدی به وقت ایران بوده است. این سال کبیسه و روز جمعه ۳۰ اسفند پایان آن بود.

## نام‌گذاری‌ها
- این سال در گاه‌شماری جانوری سال موش است.
- این سال در ایران توسط سید علی خامنه‌ای رهبر جمهوری اسلامی ایران به‌عنوان سال «نوآوری و شکوفایی» نام‌گذاری شد.

## رویدادها

### فروردین
- انفجار در شیراز که ۲۲ کشته و ده‌ها زخمی بر جای گذاشت. انفجار در حسینیه رهپویان وصال روی داد.

### اردیبهشت
- اعلام آغاز دوره جدید خشکسالی در ایران که طی چهل سال گذشته بی‌سابقه بوده است.

### خرداد
- ۵ خرداد - فرود کاوشگر فینیکس بر سطح سیاره مریخ.
- ۱۱ خرداد - سنگ‌نوشته‌ای به زبان پارسی باستان که به‌عنوان سندی دیگر دربارهٔ نام خلیج فارس است توسط افرادی مخفیانه به‌طور تعمدی تخریب شد.[۱]
- ۲۳ خرداد - سانحه هوایی منجر به سقوط کایت موتوردار و کشته‌شدن ۲ سرنشین آن شد.

### شهریور
- ۱۶ تا ۲۷ شهریور - بازی‌های پارالمپیک تابستانی ۲۰۰۸ در پکن.

### آبان
- ۲۲ آبان - در این روز موشک زمین به زمین سجیل ایران با موفقیت آزمایش شد.

### دی
تولد سجاد قاسمی

### بهمن
- ۱۵ بهمن - پرتاب موفقیت‌آمیز ماهواره امید (ماهواره تحقیقاتی).

## درگذشتگان

### فروردین

فریدون آدمیت
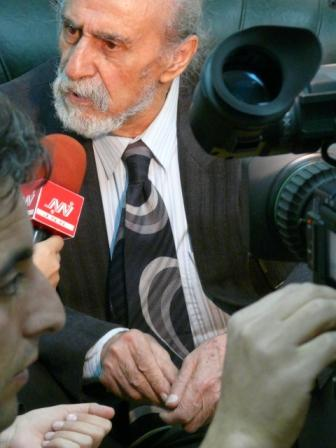
عباس کاتوزیان

- ۲ فروردین - شمسی عصار، خواننده، نویسنده و فیلمساز ایرانی (زادهٔ ۱۳۱۴)
- ۳ فروردین - داوود اسدی، بازیگر (زادهٔ ۱۳۴۸)
- ۳ فروردین - شاهرخ سخایی، عکاس سینما (زادهٔ ۱۳۳۲)
- ۱۰ فروردین - فریدون آدمیت، پژوهشگر تاریخ معاصر ایران (زادهٔ ۱۲۹۹)
- ۲۳ فروردین - عباس کاتوزیان، نقاش (زادهٔ ۱۳۰۲)
- ۲۲ فروردین - صمد سرداری‌نیا، نویسنده و تاریخ‌نگار ایرانی (زادهٔ ۱۳۲۶)
- ۲۶ فروردین - محمدصفی اصفیاء، سیاستمدار ایرانی (زادهٔ ۱۲۹۲)
- ۲۷ فروردین - پروین دولت‌آبادی، غزل‌سرا و پیشگام شعر کودک (زادهٔ ۱۳۰۳)
- ۲۷ فروردین - حبیب‌الله بی‌آزار، سیاستمدار ایرانی (زادهٔ ۱۳۲۹)

### اردیبهشت

اسماعیل داورفر
فریبرز مرادی

- ۸ اردیبهشت - فریبرز مرادی، فوتبالیست ایرانی و بازیکن پیشین پرسپولیس (زادهٔ ۱۳۴۳)
- ۱۴ اردیبهشت - اسماعیل داورفر، بازیگر ایرانی (زادهٔ ۱۳۱۱)
- ۲۱ اردیبهشت - فرهنگ معیری، چهره‌پرداز ایرانی (زادهٔ ۱۳۲۲)

### خرداد

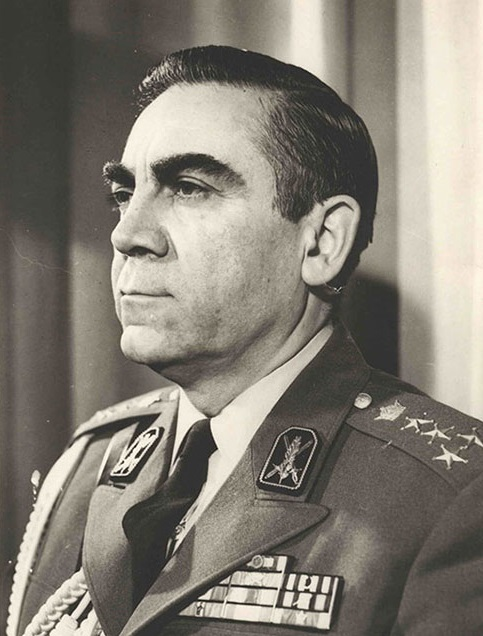
فریدون جم
سید مرتضی جزایری

- ۴ خرداد - فریدون جم، وزیر دفاع در دورهٔ پهلوی و داماد رضاشاه پهلوی (زادهٔ ۱۲۹۳)
- ۵ خرداد - لوئیز فیروز، بانوی آمریکایی الاصل و ملقب به بانوی اسب ایران (زادهٔ ۱۳۱۲)
- ۱۶ خرداد - نادر ابراهیمی، نویسنده، فیلمساز، ترانه‌سرا، مترجم و روزنامه‌نگار (زادهٔ ۱۳۱۵)
- ۲۰ خرداد - سید مرتضی جزایری، فقیه و روشنفکر ایرانی (زادهٔ ۱۳۰۹)

### تیر

ابوطالب طالبی
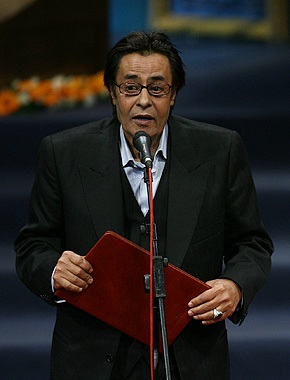
خسرو شکیبایی

- ۱۱ تیر - سید ضیاءالدین امامی دهکردی، نگارگر ایرانی (زادهٔ ۱۳۰۱)
- ۱۱ تیر - منصور بنی‌مجیدی، شاعر ترک‌زبان ایرانی (زادهٔ ۱۳۳۴)
- ۱۲ تیر -عبدالعظیم رضایی، پژوهشگر تاریخ ایران باستان (زادهٔ ۱۳۱۱)
- ۱۸ تیر - علی‌پناه اشتهاردی، مرجع تقلید شیعه (زادهٔ ۱۲۹۶)
- ۲۱ تیر - احمد خلیلی، نقاش ایرانی (زادهٔ ۱۳۲۲)
- ۲۸ تیر - خسرو شکیبایی، بازیگر تئاتر و سینما (زادهٔ ۱۳۲۳)
- ۳۱ تیر - ابوطالب طالبی، کشتی‌گیر ایرانی و دارنده مدال برنز رقابت‌های کشتی آزاد بازی‌های المپیک تابستانی ۱۹۶۸ مکزیکوسیتی (زادهٔ ۱۳۲۴)

### مرداد

تورج نگهبان

- ۱۷ مرداد - رضا آقاربی، بازیگر ایرانی (زادهٔ ۱۳۳۷)
- ۱ مرداد - سهراب علوی‌نیا، فیلسوف ایرانی (زادهٔ ۱۳۲۲)
- ۲ مرداد - مسعود میناوی، داستان‌نویس ایرانی (زادهٔ ۱۳۱۹)
- ۸ مرداد - عبدالحسین اسکندری، گوینده رادیو و مجری تلویزیون اهل ایران (زادهٔ ۱۳۳۵)
- ۸ مرداد - نامی پتگر، هنرمند ایرانی (زادهٔ ۱۳۲۴)
- ۱۰ مرداد - احمد ابراهیمی، بازیگر و فیلمبردار ایرانی (زادهٔ ۱۳۲۳)
- ۱۴ مرداد - یعقوب مهرنهاد، روزنامه‌نگار   (زادهٔ ۱۳۵۸)
- ۱۵ مرداد - محمدمهدی فولادوند، استاد دانشگاه و مترجم قرآن و نهج‌البلاغه و صحیفهٔ سجادیه (زادهٔ ۱۲۹۹)
- ۲۳ مرداد - مهرداد فخیمی، فیلمبردار ایرانی (زادهٔ ۱۳۱۸)
- ۲۸ مرداد - سید محمدحسن مرعشی، متخصص زمینه فقه، حقوق و اصول فقه اهل ایران (زادهٔ ۱۳۱۶)
- ۲۹ مرداد - مرضیه زارعی، مخترع ایرانی (زادهٔ ۱۳۶۸)
- ۳۰ مرداد - تورج نگهبان، ترانه‌سرا، شاعر و نویسنده ایرانی (زادهٔ ۱۳۱۱)

### شهریور

عطاءالله کاملی

- ۴ شهریور - جواد خدادادی، بازیگر ایرانی (زادهٔ ۱۳۲۳)
- ۶ شهریور - محسن رسول‌اف، مهندس، عکاس (زادهٔ ۱۳۶۲)
- ۲۲ شهریور - عطاءالله کاملی، از گویندگان نامدار عرصه صدا و دوبله در ایران (زادهٔ ۱۳۰۹)
- ۲۹ شهریور - فرهاد خان‌محمدی، بازیگر ایرانی (زادهٔ ۱۳۲۳)

### مهر

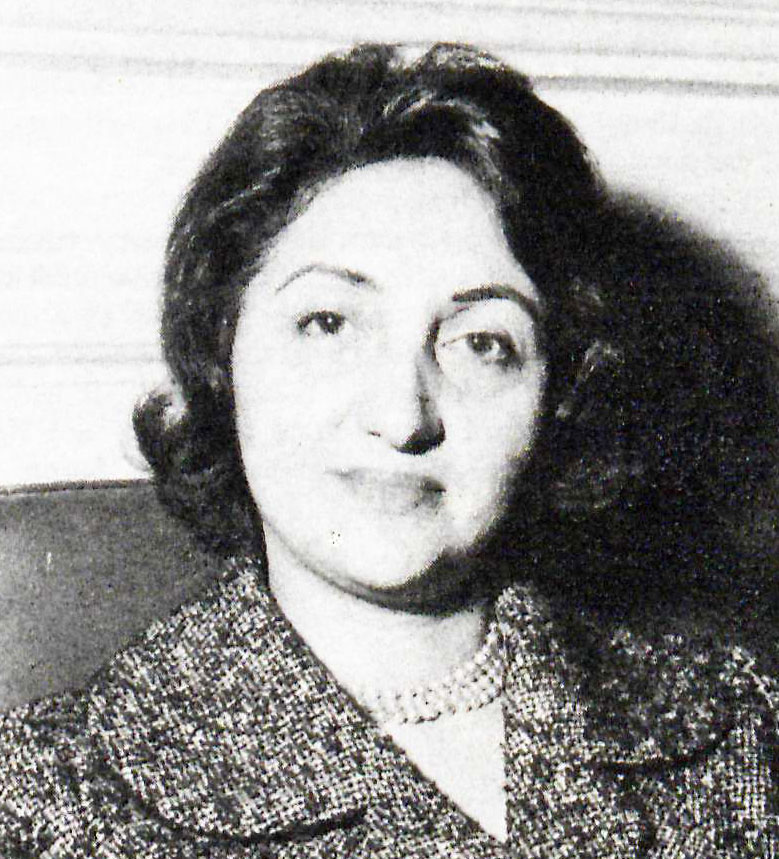
مهرانگیز دولتشاهی
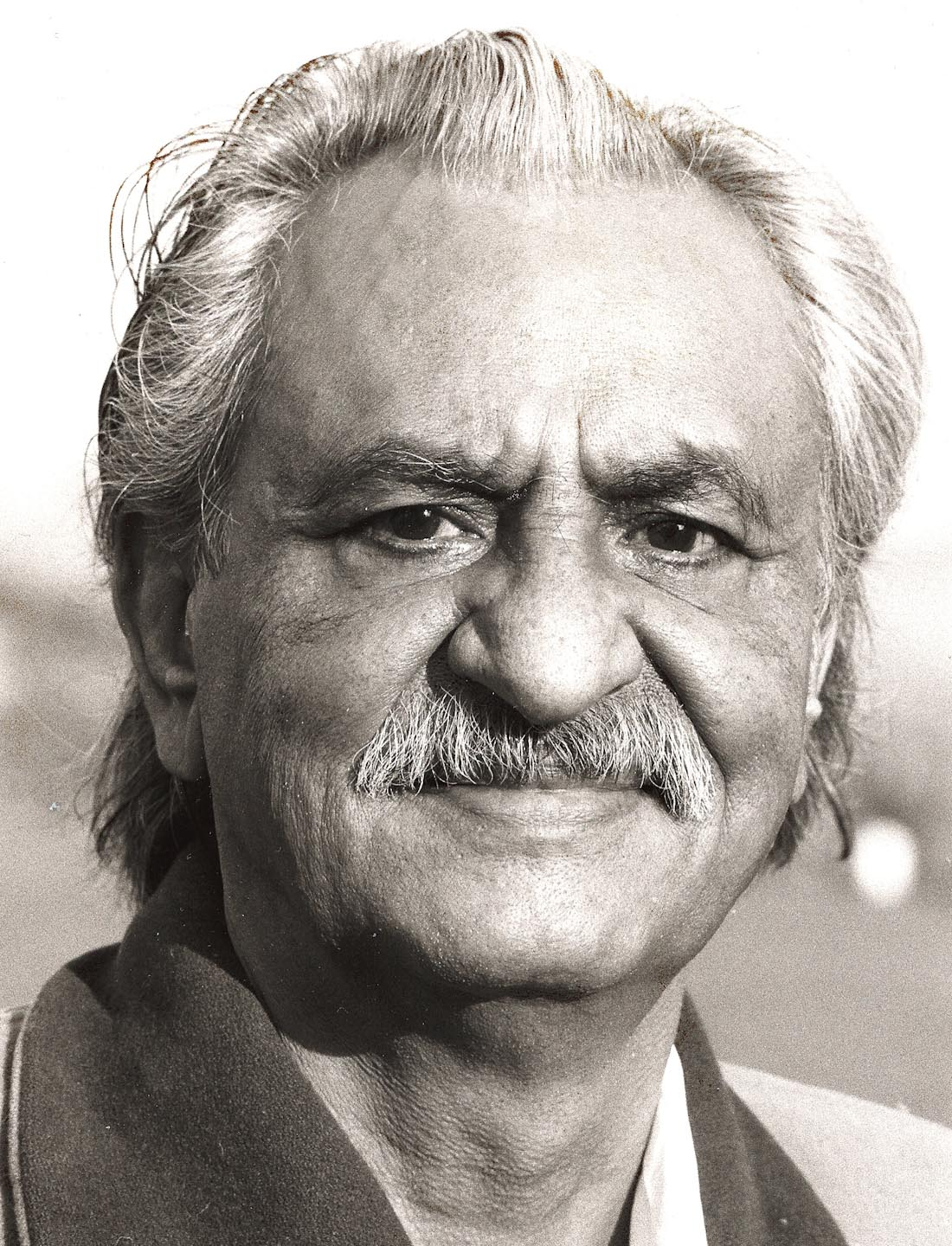
جواد نوربخش

- ۱۸ مهر - اردشیر محصص، طراح، نقاش و کاریکاتوریست ایرانی مقیم آمریکا (زادهٔ ۱۳۱۷)
- ۱۹ مهر - جواد نوربخش، شاعر، نویسنده و روان‌پزشک ایرانی (زادهٔ ۱۳۰۵)
- ۲۹ مهر - مهرانگیز دولتشاهی، اولین سفیر زن ایرانی، نماینده مجلس شورای ملی و فعال حقوق زنان (زادهٔ ۱۲۹۶)

### آبان

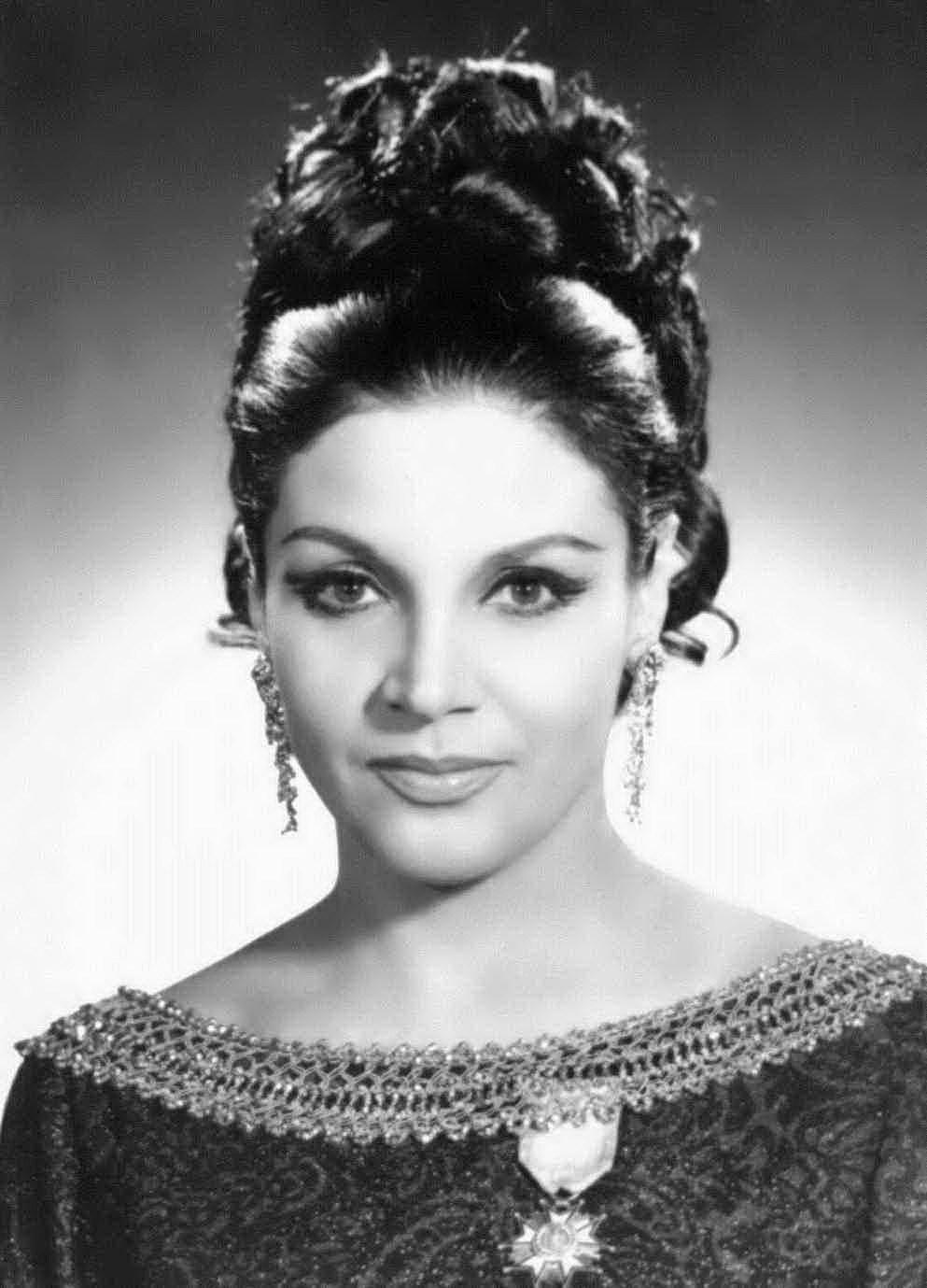
خاطره پروانه
احمد قهرمان

- ۴ آبان - طاهره صفارزاده، شاعر، پژوهشگر و مترجم قرآن ایرانی (زادهٔ ۱۳۱۵)
- ۵ آبان - بیوک احمری، گرافیست و نقاش ایرانی (زادهٔ ۱۲۹۹)
- ۱۵ آبان - خاطره پروانه، خواننده و ردیف‌دان ایرانی (زادهٔ ۱۳۰۸)
- ۱۹ آبان - احمد قهرمان، گیاه‌شناس ایرانی (زادهٔ ۱۳۰۷)
- ۱۹ آبان - خسرو تسلیمی، تهیه‌کننده سینما (زادهٔ ۱۳۰۴)

### آذر

رضا ارحام صدر

- ۱ آذر - بهرام سیر، خواننده ایرانی (زادهٔ ۱۳۰۴)
- ۲ آذر - ابوالقاسم ذاکرزاده، فیلسوف ایرانی (زادهٔ ۱۳۲۳)
- ۳ آذر - احمد آقالو، صداپیشه و بازیگر تئاتر، سینما و تلویزیون (زادهٔ ۱۳۲۸)
- ۷ آذر - مسعود آذرنوش، باستان‌شناس ایرانی. (زادهٔ ۱۳۲۴)
- ۱۵ آذر - عباسقلی رنجبر، نوازنده دوتار ایرانی (زادهٔ ۱۳۱۰)
- ۲۳ آذر - سید حسین میرشمسی، پدر واکسن ایران (زادهٔ ۱۲۹۳)
- ۲۴ آذر - رضا ارحام صدر، یکی از بازیگران کمدی تئاتر و سینمای ایران (زادهٔ ۱۳۰۲)

### دی

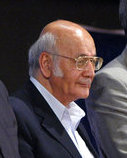
سید احمد سیادتی

- ۱ دی - اسماعیل شهیدی، چشم‌پزشک ایرانی (زادهٔ ۱۲۹۹)
- ۲۰ دی - محمدرضا صابر، صدابردار ایرانی (زادهٔ ۱۳۳۰)
- ۲۰ دی - ابوالقاسم مسعودی، روزنامه‌نگار و نویسنده ایرانی (زادهٔ ۱۳۰۹)
- ۲۵ دی - کریم چمن‌آرا، پدر نشر موسیقی ایران (زادهٔ ۱۳۰۲)
- ۲۸ دی - سید احمد سیادتی، متخصص اطفال (زادهٔ ۱۳۱۳)

### بهمن

مهری مهرنیا
منوچهر احترامی
صفر ایرانپاک

- ۹ بهمن - مهدی اسداللهی، بازیکن و مفسر فوتبال و از پایه‌گذاران باشگاه فوتبال پاس تهران (زادهٔ ۱۳۱۰)
- ۱۱ بهمن - عبدالمحمد نظام‌الاسلامی، نماینده مردم بروجرد و اشترینان در مجلس شورای اسلامی (زادهٔ ۱۳۳۲)
- ۱۱ بهمن - صفر ایرانپاک، بازیکن سابق تیم ملی و باشگاه پرسپولیس قهرمان (زادهٔ ۱۳۲۵)
- ۱۶ بهمن - عزت‌الله نگهبان، پدر باستان‌شناسی ایران (زادهٔ ۱۳۰۰)
- ۱۷ بهمن - اصغر صادقی، مؤسس انجمن حجتیه مهدویه (زادهٔ ۱۳۲۴)
- ۲۳ بهمن - منوچهر احترامی، طنزپرداز و نویسنده ادبیات کودک و نوجوان (زادهٔ ۱۳۲۰)
- ۲۸ بهمن - علی‌اصغر خبره‌زاده، مترجم ایرانی (زادهٔ ۱۳۰۲)
- ۳۰ بهمن - مهری مهرنیا، بازیگر سینما، تئاتر و تلویزیون (زادهٔ ۱۲۹۶)

### اسفند

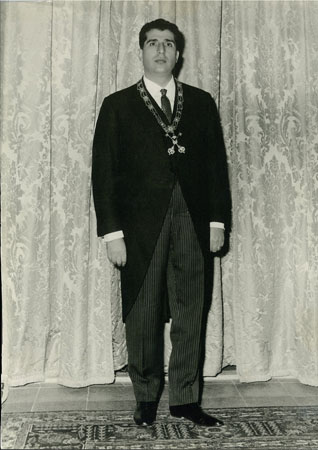
سید ضیاءالدین شادمان
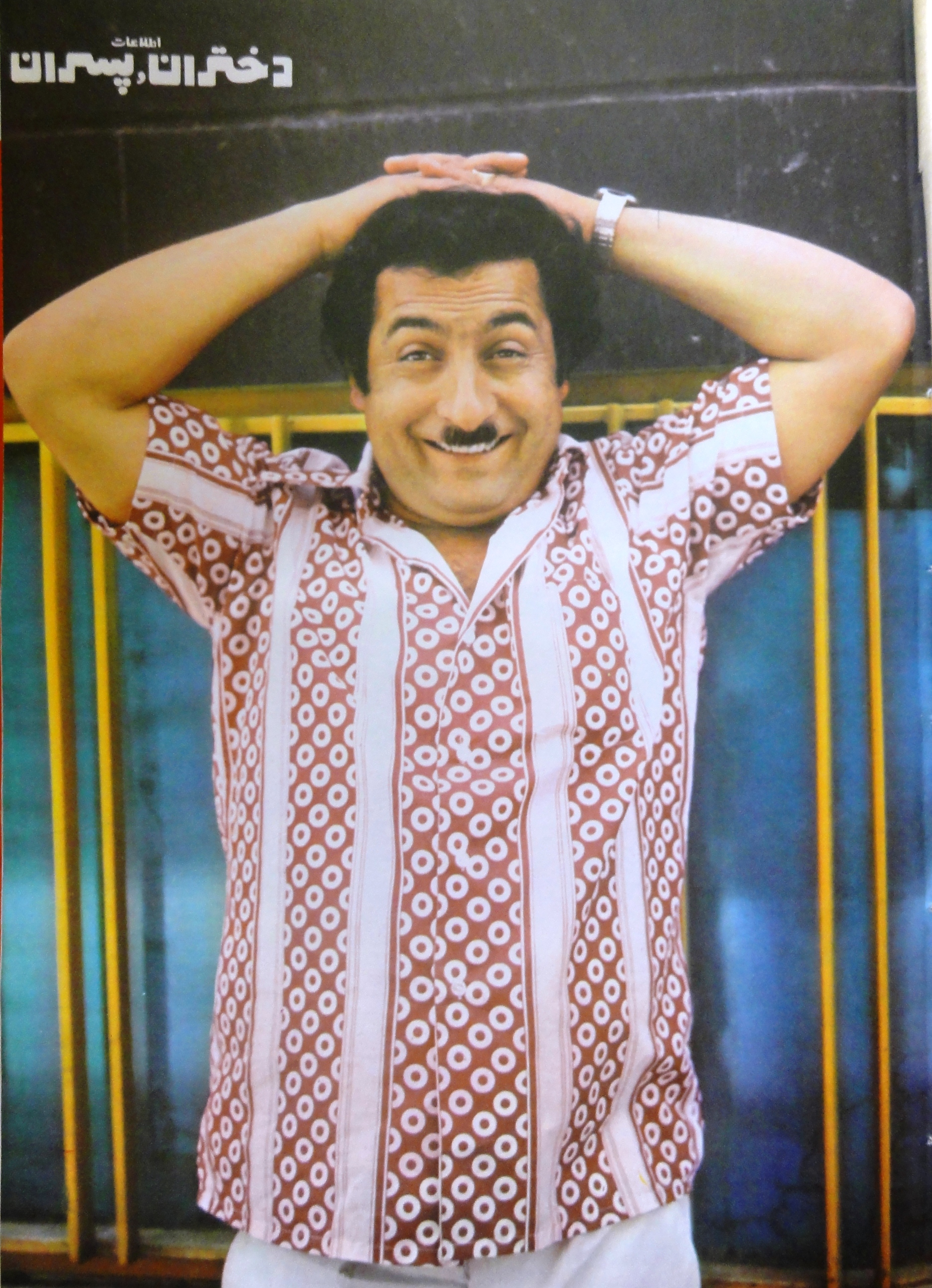
علی میری

- ۱ اسفند - نادعلی همدانی، مترجم و نویسنده ایرانی (زادهٔ ۱۳۱۲)
- ۲ اسفند - دده کاتیب، شاعر ترک‌زبان ایرانی (زادهٔ ۱۳۰۴)
- ۸ اسفند - ایرج سلیمانی، بازیکن سابق تیم ملی و باشگاه پرسپولیس قهرمان (زادهٔ ۱۳۲۴)
- ۱۲ اسفند - علی میری، کمدین ایرانی (زادهٔ ۱۳۱۵)
- ۱۶ اسفند - امیرحسین حشمت ساران، دبیرکل جبهه اتحاد ملی (زادهٔ ۱۳۳۸)
- ۲۲ اسفند - سید ضیاءالدین شادمان، شهردار تهران، سیاستمدار و ورزشکار ایرانی (زادهٔ ۱۳۰۲)
- ۳۰ اسفند - حسین ایرانی، سیاستمدار ایرانی (زادهٔ ۱۳۲۳)